# Agence du revenu du Canada
Pour les articles homonymes, voir ARC et CRA.
L'Agence du revenu du Canada ou ARC (anglais : Canada Revenue Agency ou CRA) est une agence du gouvernement fédéral chargée de mettre en œuvre le droit fiscal fédéral et de la plupart des provinces et territoires et de gérer certains programmes sociaux ou économiques appliqués par le système fiscal.
L'agence portait précédemment le nom de Revenu Canada ou Agence des douanes et du revenu du Canada. Elle est sous la responsabilité du ministre du Revenu national.

## Histoire
Les missions de l'agence relevaient du ministère du Revenu interne jusqu'en 1927 puis du ministère du Revenu national jusqu'en 1999. En novembre 1999, une réorganisation du gouvernement fédéral aboutit à la création de l'Agence des douanes et du revenu du Canada. 
En décembre 2003, les douanes sont transférées à a nouvelle Agence des services frontaliers du Canada et l'Agence du revenu du Canada prend son nom actuel.